# Marjolein Faber

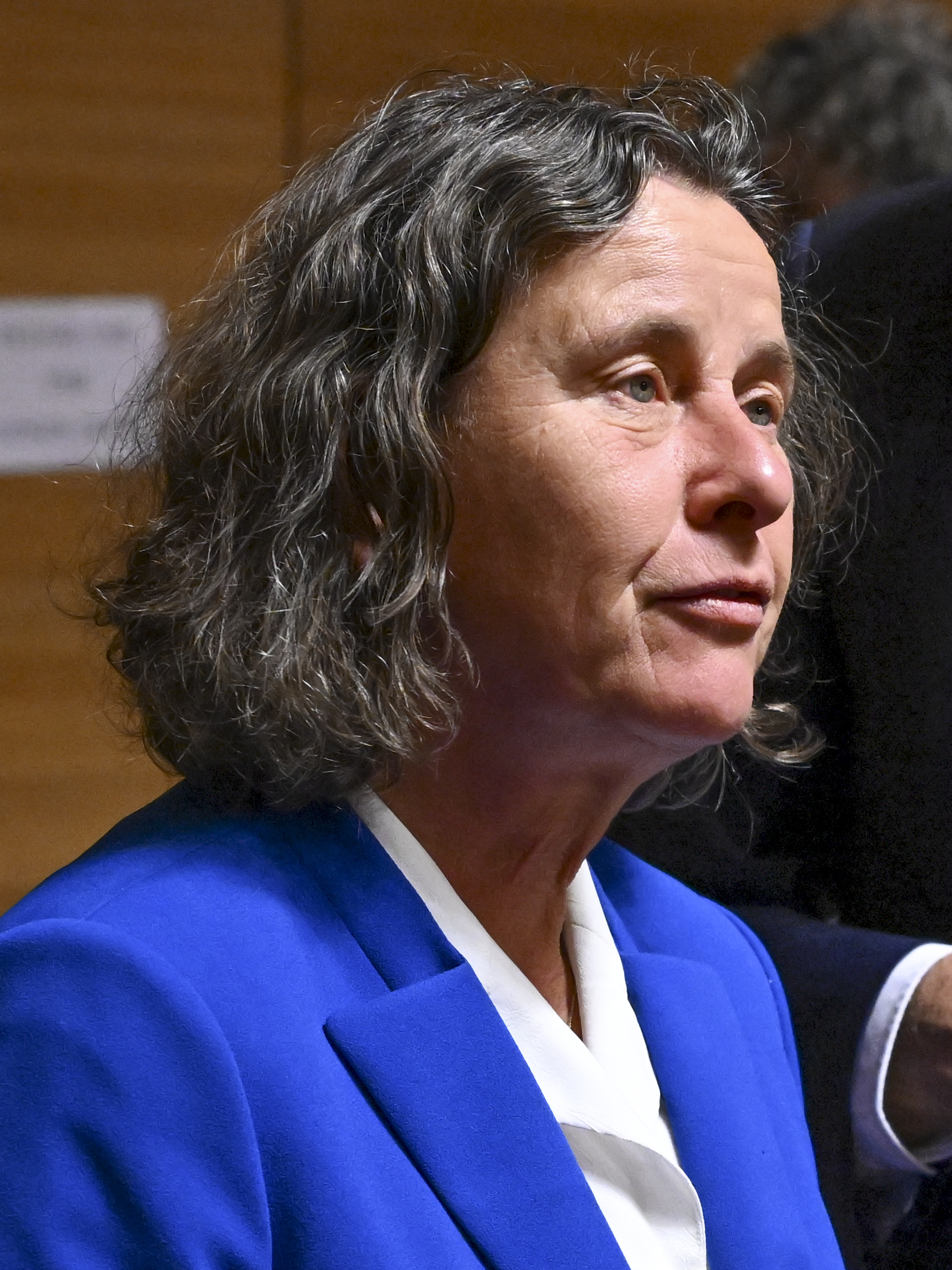
Marjolein Faber (2024)

Marjolein Hillegonda Monica Faber-van de Klashorst (* 16. Juni 1960 in Amersfoort) ist eine niederländische Politikerin der Partij voor de Vrijheid (PVV). Von Juli 2024 bis Juni 2025 war sie Ministerin für Asyl und Migration im Kabinett Schoof. Davor war sie von 2014 bis 2023 Fraktionsvorsitzende der PVV in der Ersten Kammer des niederländischen Parlaments.

## Biografie
Faber wurde 1960 in Amersfoort in der Provinz Utrecht geboren. Nach ihrem Schulabschluss verfolgte sie zunächst eine Karriere im Bereich der Nuklearmedizin und war unter anderem als Röntgentechnikerin in einem Krankenhaus in Lichtenberg bei Amersfoort tätig. Mitte der 80er-Jahre wechselte sie in den IT-Bereich, wo sie einige Jahre als Freelancerin tätig war. Vor dem Einstieg in die Politik war Faber von 2000 bis 2011 als IT-Spezialistin im Bereich Finanzdienstleistungen für das Amersfoorter Unternehmen Stater tätig, bei dem es sich um den größten Hypothekendienstleister der Niederlande handelt.
Seit dem 10. März 2011 ist Faber Mitglied der Provinciale Staten der Provinz Gelderland sowie seit dem 7. Juni desselben Jahres Mitglied in der Ersten Kammer der Generalstaaten. Des Weiteren war Faber zwischen 2011 und 2014 bei Interprovinciaal Overleg, der Interessenvertretung der niederländischen Provinzen, tätig. Seit dem 25. September 2012 war sie Fraktionssekretärin der PVV, bevor sie zum 10. Juni 2014 in das Amt der Fraktionsvorsitzenden der PVV in der Ersten Kammer gewählt wurde. Als Mitglied der Ersten Kammer war Faber unter anderem an der Ausarbeitung eines „Integritäts-Verhaltenscodex“ für Abgeordnete beteiligt. Sie hielt außerdem den Vorsitz des ständigen Ausschusses für Immigration und Asyl der Ersten Kammer. Des Weiteren war sie stellvertretendes Mitglied der Parlamentarischen Versammlung der NATO und der Parlamentarischen Versammlung des Europarates.
Bei der Parlamentswahl 2023 stand sie auf dem siebten Platz der Kandidatenliste der PVV. Am 6. Dezember 2023 wurde sie Mitglied der Zweiten Kammer und beendete ihre Mitgliedschaft in der Ersten Kammer, wo sie ein Dienstalter von 4565 Tagen erreicht hatte. Am 20. Dezember 2023 beendete sie ihre Tätigkeiten in den Provinciale Staten von Gelderland.
Am 2. Juli 2024 wurde Faber im Kabinett Schoof zur Ministerin für Asyl und Migration ernannt. Dieses Ministerium wurde bei Antritt des Kabinetts gegründet; zuvor war dieser Geschäftsbereich dem Ministerium für Justiz und Sicherheit unterstellt. Am 3. Juni 2025 schied die Partij voor de Vrijheid aus der Regierung und sie somit aus ihrem Ministeramt aus.

## Kontroversen
Im Februar 2015 berichtete das NRC Handelsblad, dass Faber die Firma ihres Sohnes mit der Erstellung der Website der PVV-Fraktion im Provinzparlament von Gelderland beauftragt hatte. Hierfür wurde ein Betrag in Höhe von 8500 € aus Provinzmitteln aufgewendet. Nach Bekanntwerden beendete die PVV-Fraktion die Zusammenarbeit mit Fabers Sohn. Faber selbst zahlte den fraglichen Betrag an die Provinz zurück.
Im Oktober 2019 verbreitete Faber über die Social-Media-Plattform Twitter die Nachricht, dass der mutmaßliche Täter eines Messerangriffs in Groningen einen nordafrikanischen Migrationshintergrund haben solle. Auch nachdem mehrere Zeugen dieser Darstellung widersprochen hatten, beharrte Faber darauf, keine Fehlinformationen verbreitet zu haben und beschuldigte die Medien, Informationen über die Herkunft des Täters gezielt verschwiegen zu haben.
Faber hat sich in der Vergangenheit zur Umvolkungstheorie geäußert, sich 2024 bei einer Anhörung im Parlament aber vollständig von dieser distanziert.